# Roedeliusplatz
Koordinaten: 52° 30′ 52,5″ N, 13° 29′ 21,5″ O
Der Roedeliusplatz ist ein rechteckiger Platz im Berliner Ortsteil Lichtenberg im Stadtviertel nördlich der Frankfurter Allee zwischen Möllendorffstraße und Ostbahn. In der Mitte des Platzes befindet sich die frühere Glaubenskirche (St. Antonius & St. Shenouda Kirche) und am südlichen Rand das Amtsgericht Lichtenberg. Die Gesamtanlage des Platzes – Kirche mit Grün- und Wegflächen, Amtsgerichts- und Finanzamtsgebäude sowie umliegende Straßen(abschnitte) – bildet einen in der Denkmalliste des Landes Berlin verzeichneten Denkmalbereich.

## Geschichte
Im Zuge der Industrialisierung und der Erschließung zu industriellen Zwecken erfuhr die Gemeinde Lichtenberg zu Beginn des 20. Jahrhunderts einen starken Bevölkerungszuwachs, auf den die Verwaltung zunächst mit dem Bau der Glaubenskirche 1903–1905, des Amtsgerichtsgebäudes 1904–1906 auf einer noch unbebauten Fläche reagierte – und dann natürlich mit der Errichtung neuer Mietswohnhäuser. Der Platz erhielt im Jahr 1897 bei den Planungen für ein neues urbanes Zentrum Lichtenbergs den Namen Wagnerplatz nach dem deutschen Komponisten Richard Wagner. Die zugleich in Lichtenberg gebildete Terrain-Entwicklungsgesellschaft führte den Platz noch 1905 unter der Bezeichnung Amtsgerichtsplatz. Am 12. Februar 1935 erhielt der Platz wegen vieler nach Wagner benannter Straßen und Plätze in Berlin einen neuen Namen. Dieser geht zurück auf Adalbert Roedelius, der zunächst von 1851 bis 1869 Bürgermeister von Spandau und von 1874 bis 1877 erster Gemeindevorsteher des neuen Amtsbezirks Lichtenberg war; bis dahin hatte es nur Dorfschulzen gegeben.

## Bebauung

### Kirche und Gemeindehaus

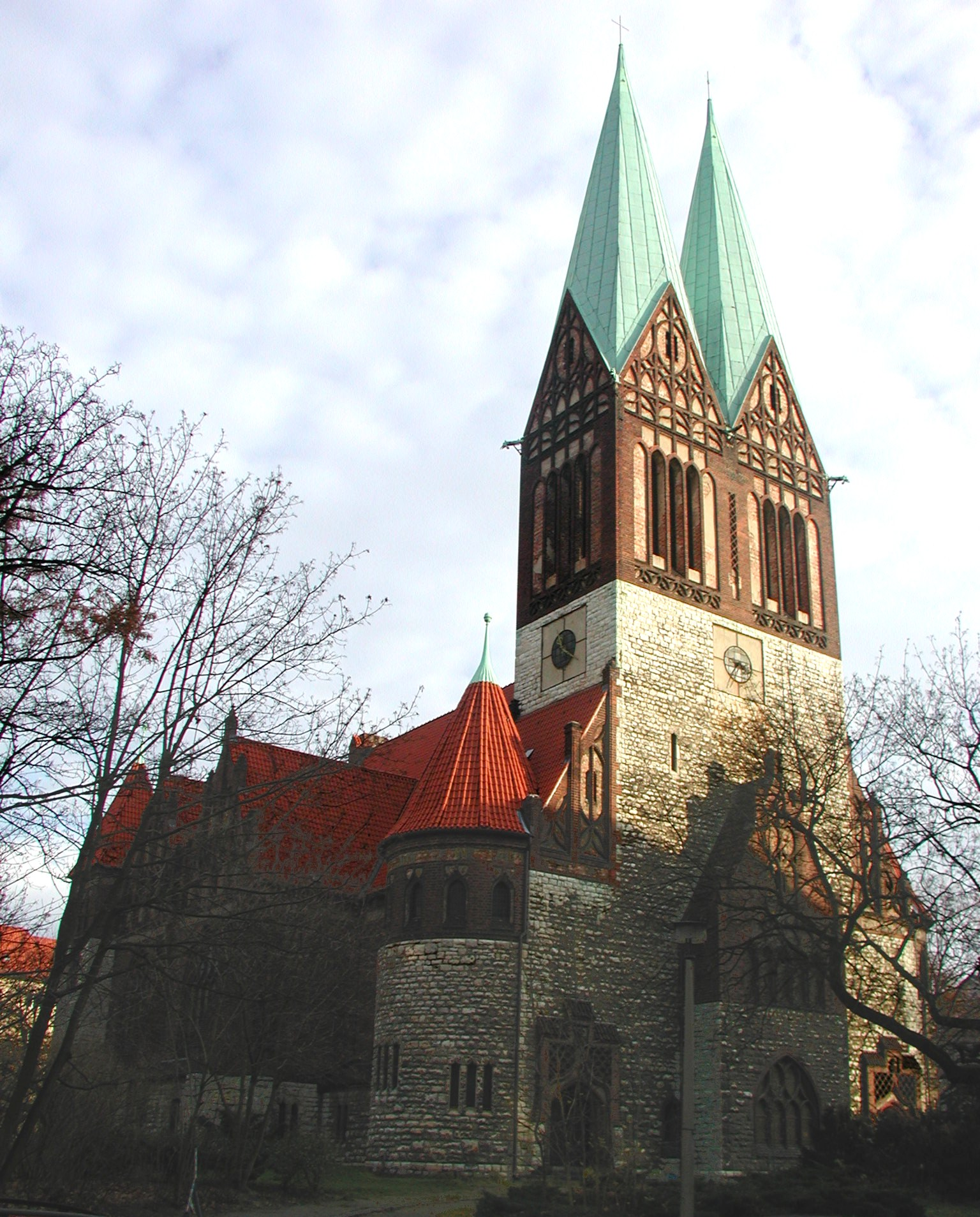
Ehemalige Glaubenskirche

Der Platz wird dominiert von der St. Antonius & St. Shenouda Kirche mit ihren 61 Meter hohen Türmen, die nach Plänen des Architekten Ludwig von Tiedemann und des Baumeisters Robert Leibnitz im Wesentlichen im spätgotischen Stil mit Anteilen aus anderen Architekturepochen (Romanik, Renaissance) ausgeführt wurde. An den Baukosten von 338.000 Mark war das Kaiserpaar und der Evangelische Kirchenbauverein Auguste Viktorias mit 80.000 Mark beteiligt. Seinerzeit als Glaubenskirche der evangelischen Kirchengemeinde erbaut, wurde sie in den 1990er Jahren von der Koptisch-orthodoxen Kirche in Deutschland erworben. Diese nutzt das Gotteshaus für ihre Berliner Gemeinde und beabsichtigt, sie zum Bischofssitz auszubauen. Seit dem Jahr 2000 trägt sie ihren neuen Namen nach zwei Heiligen. Seit 2022 wird die Kirche an jedem Samstag von der Ukrainisch-orthodoxen Gemeinde genutzt.
Das Gemeindehaus wurde etwas vom Platz zurückgesetzt in der Schottstraße 6 errichtet. Nach Nutzung als Bürogebäude durch den VEB Agrochemiehandel in der DDR bis in die 1970er Jahre hinein erhielt es die evangelische Gemeinde zurück. Seit der politischen Wende gehört das Gebäude dem Kirchenkreis, der es vorwiegend als Verwaltungsgebäude nutzt.

### Verwaltungsgebäude

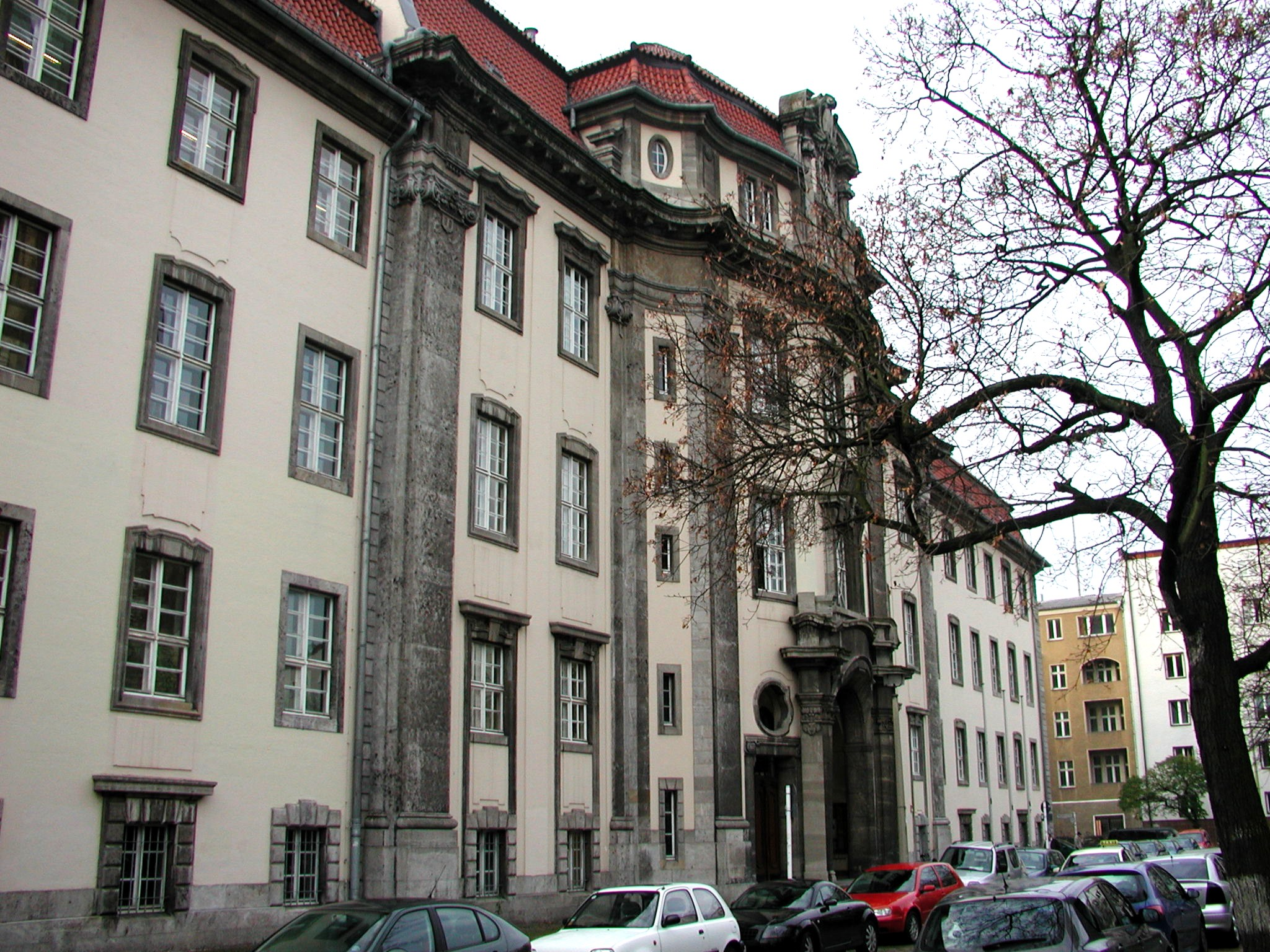
Amtsgericht Lichtenberg

Nach Süden wird der Platz begrenzt vom Gebäude des Amtsgerichts Lichtenberg, das von den preußischen Baubeamten Paul Thoemer und Rudolf Mönnich in Anlehnung an westfälische Barockbauten entworfen wurde. Das für zehn Justizabteilungen konzipierte Gebäude verfügt über ein im österreichischen Barockstil gehaltenes Treppenhaus, das mit allegorischem Figurenschmuck ausgestattet ist. Hinter dem Gebäude schließt sich die heutige Justizvollzugsanstalt für Frauen an, deren Altbautrakt mit dem Gebäude des Amtsgerichtes zu Beginn des 20. Jahrhunderts erbaut wurde. Bezüglich der Baukosten des Amtsgerichtes finden sich unterschiedliche Angaben mit 770.000. bzw. 918.000 Goldmark.

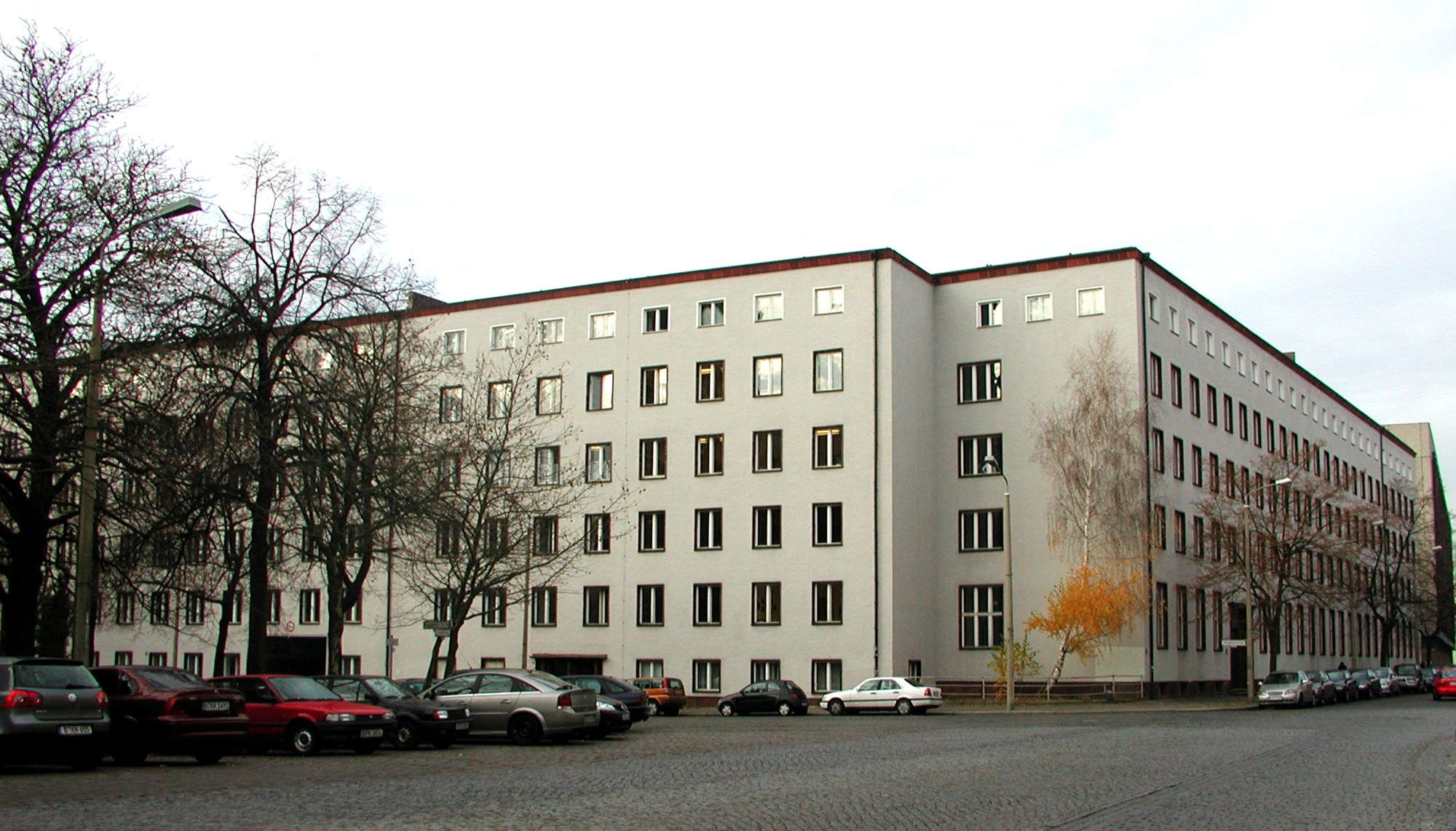
Finanzamt für Körperschaften II

Am westlichen Platzrand, an der Magdalenen- / Ecke Normannenstraße wurde in den 1930er Jahren ein Verwaltungsgebäude in quadratischer Form mit Innenhof errichtet. Ursprünglich vom Finanzamt genutzt, diente es nach dem Zweiten Weltkrieg zunächst als Sitz der Polizei-Inspektion Lichtenberg. Ab etwa 1957 wurde der Gebäudekomplex in den Hauptsitz des Ministeriums für Staatssicherheit der DDR eingegliedert. Seit 1990 beherbergt der zum Roedeliusplatz und zur Normannenstraße hin gelegene Gebäudetrakt das Finanzamt für Körperschaften II. Zu Beginn des Jahres 2012 installierte die Berliner Energieagentur GmbH auf dem Dach eine Solarstromanlage, die aus 324 Modulen besteht. Insgesamt sollen so 72.000 Kilowattstunden Elektroenergie im Jahr erzeugt werden, wodurch 40,5 Tonnen CO2 jährlich eingespart werden. Die Berliner Immobilienmanagement GmbH untersucht weitere Möglichkeiten, im Ortsteil Lichtenberg Klimaschutzprojekte umsetzen zu können.

### Wohnbauten
Nach Norden hin schließt eine einheitliche Wohnbebauung in Karrees mit begrünten Innenhöfen den Platz ab. Die gesamte Wohnanlage erstreckt sich zunächst als geschlossene Blockrandbebauung über die volle Seitenlänge des Platzes von der Normannenstraße / Ecke Glaschkestraße mit Überbau über die Plonzstraße hinweg bis zur Schottstraße und geht zu den Rändern in der Rüdiger- und Atzpodienstraße in eine heterogene Bebauungsstruktur über. Die über 1000 Wohneinheiten umfassende Anlage wurde vermutlich nach Plänen von Willy Schmitz in den Jahren 1936 bis 1940 von der Gemeinnützigen Heimstätten Spar- und Bau AG (GEHAG) errichtet und 1996 modernisiert.
Die östliche Randbebauung des Roedeliusplatzes besteht aus Wohn- und Geschäftshäusern, die im Wesentlichen noch in der Altbausubstanz aus den Zeiten vor dem Zweiten Weltkrieg erhalten geblieben sind.

## Straßenbahn-Endstation Wagnerplatz

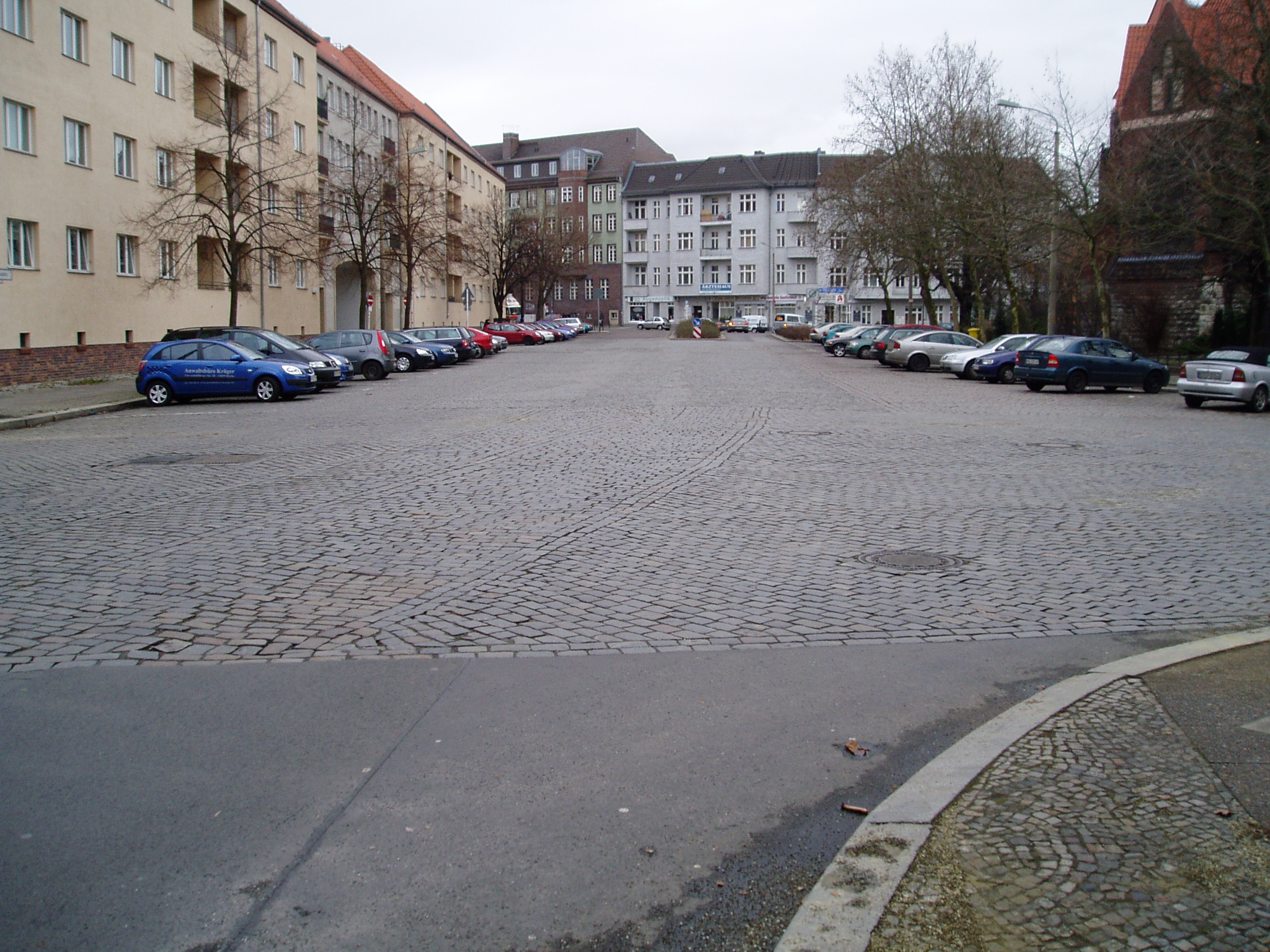
Nordseite: Blick in Richtung Fanningerstraße

Die weiträumige Anlage des Straßenraumes und die Struktur des Straßenpflasters am nördlichen Rand des Platzes (siehe Bild rechts) waren bis 2009 letzte Anzeichen dafür, dass hier vor Jahren eine Straßenbahn verkehrte. Es handelte sich hierbei um die Endstation der seit dem 1. Juli 1913 durch die Normannenstraße bis zum damaligen Wagnerplatz verlängerten Flachbahn, die mit der Einführung des Einheitstarifs bei Straßenbahn, Bus und U-Bahn am 1. März 1927 die Liniennummer 90 erhielt. Sie wurde 1944 kriegsbedingt stillgelegt.

## Umgestaltung

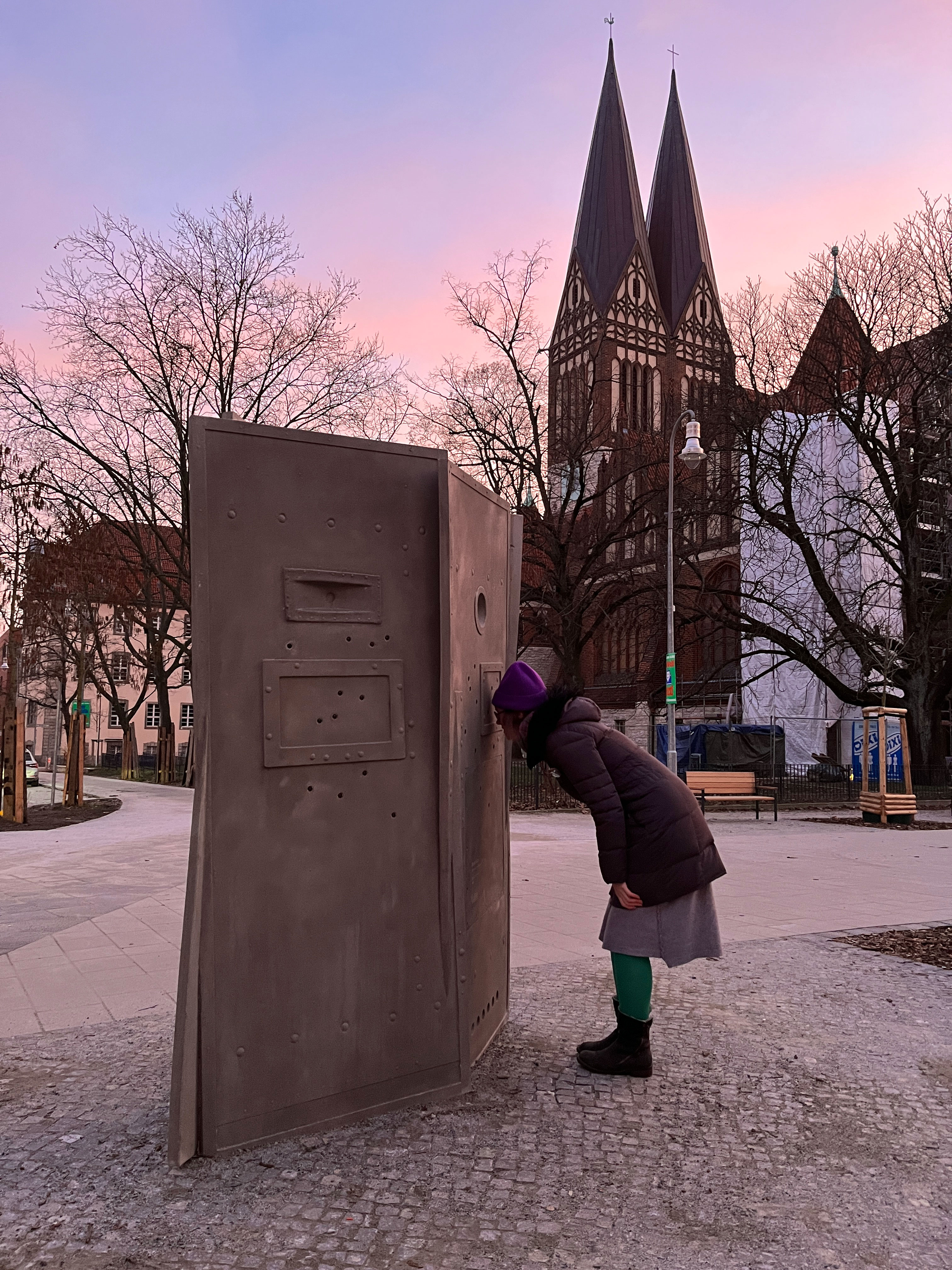
Mahnmal Einschlüsse

Im Laufe mehrerer Jahrzehnte mehrten sich die Klagen von Anwohnern und Gewerbetreibenden im Gebiet nördlich der Frankfurter Allee, insbesondere auch um den Roedeliusplatz herum. Der Verkehr hatte stark zugenommen, die Straßen wurden nicht gepflegt und es wurde ungeordnet gebaut. So gab das Bezirksamt Lichtenberg im Jahr 2008 ein Gutachten bei der Firma Stattbau GmbH in Auftrag, das die Defizite und Probleme zusammenfassen und Verbesserungsvorschläge entwickeln sollte. Im Juli 2009 stellten die Beteiligten die Ergebnisse in einer öffentlichen Veranstaltung vor. Die wichtigsten Maßnahmen zur Aufwertung des Roedeliusplatzes waren eine Straßensanierung mit teilweise verbesserter Verkehrsführung und Teilaustausch des historischen Straßenbelags. Die Ergebnisse wurden in einer Sitzung des Bezirksamts im Februar 2010 bestätigt, womit die Arbeiten im Frühjahr 2010 begannen. Im Herbst des Jahres 2011 wurde der Umbau vor allem in der Normannenstraße abgeschlossen, die im oberen Bild noch gezeigten Spuren der früheren Schienenführung sind beseitigt, und das Kopfsteinpflaster wurde durch eine Asphaltschicht ersetzt. Die Arbeiten zur grundlegenden Neugestaltung und Erweiterung der Platzfläche wurden im September 2021 begonnen und sind im Mai 2023 abgeschlossen worden. Sie wurden aus Mitteln des Sanierungsprogramms „Fördergebiet Frankfurter Allee Nord“ finanziert und sollten 1,82 Millionen Euro kosten.
Der Roedeliusplatz soll zu einem Ort der Erinnerung und des Gedenkens an die Opfer der Militärgerichtsbarkeit der SMAD und der DDR-Justiz werden, deren Institutionen hier ihren Sitz hatten. Das dazu im Dezember 2022 auf Anregung des Bürgerkomitees 15. Januar e. V.  errichtete Mahnmal „Einschlüsse“ stammt von Roland Fuhrmann.